# Lakatamia
Lakatamia (in greco Λακατάμια?) è un comune di Cipro nel distretto di Nicosia di 38.345 abitanti (dati 2011).
Fino al 1979 il comune era diviso tra Pano Lakatamia e Kato Lakatamia.

## Amministrazione

### Gemellaggi
- Alessandropoli, Grecia